# Krakovský rynek

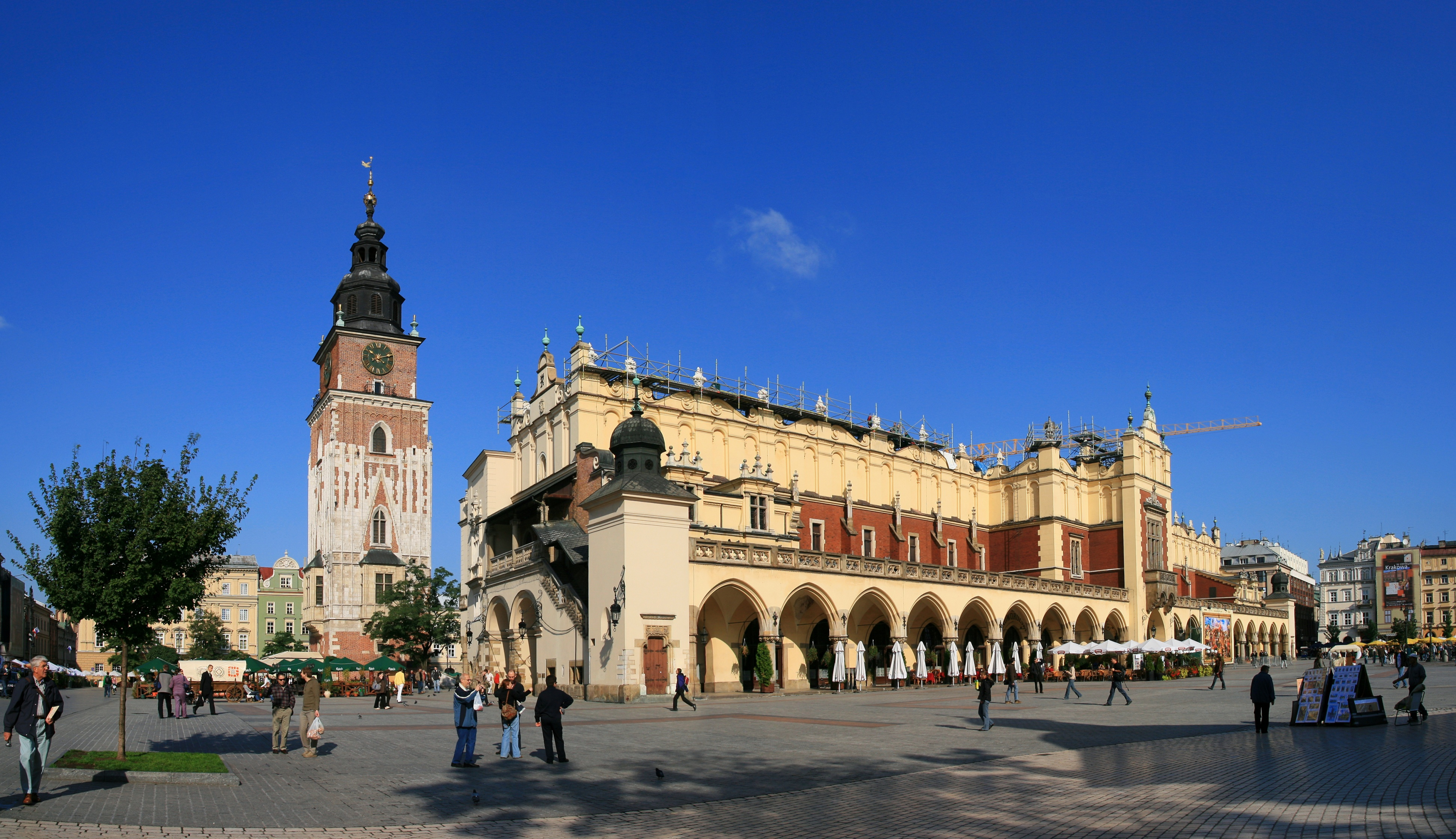
Krakov, Rynek Główny - Sukiennice a Radniční věž

Rynek Główny je hlavní náměstí polského města Krakov, ležící v části Stare Miasto. Jde o největší krakovské náměstí a současně jedno z největších náměstí v Evropě. Přestože ho Poláci považují za největší středověké náměstí Evropy, se svou rozlohou 4 hektary (200×200 m) je o polovinu menší než Karlovo náměstí (kdysi Dobytčí trh) z roku 1348 v Praze.

## Historie
Náměstí vzniklo v 3. čtvrtině 13. století, kdy byl Krakov, zničený při tatarském nájezdu v roce 1241, znovu lokován na základě magdeburského městského práva Boleslavem Stydlivým (5. června 1257). Rynek byl vytyčen na základě charakteristického šachovnicového půdorysu fojty Gedkem, Jakubem z Nisy a Gedkovi, Dytmarem Wolkem. Strany náměstí nepatrně přesahovaly 200 metrů, přičemž do jeho plochy byly zahrnuty pozůstatky bývalého osídlení (Mariánský kostel a kostel sv. Vojtěcha - to je důvodem, proč stojí "nakřivo" vůči okrajům náměstí.).
Rynek byl nejprve majetkem panovníka a teprve v roce 1358 se Kazimír III. Veliký zřekl práva na většinu objektů na náměstí a předal je městu. Název Rynek (Ring) byl poprvé zaznamenán v roce 1300, současný název je používán od roku 1882.
Z každého boku náměstí vybíhají 3 rovnoběžné ulice. Výjimkou je ulice Grodská, která pravděpodobně existovala již před lokací náměstí. Čtyři ulice vybíhající z centra náměstí (Św. Jana, Sienna, Bracka, Szewska) dělily náměstí i střed města na 4 administrativní části (Sławkowski, Rzeźniczy, Grodzki a Garncarski).
Rynek byl centrem obchodu a vznikaly zde krámy nejrůznějších řemeslníků a obchodníků. Od 2. poloviny 13. století začaly vznikat první budovy vystavěné z kamene - Sukiennice (obchody se suknem), Kramy Bogate (obchody s luxusním zbožím). Ve 14. století vznikly budovy tzv. Velké a Malé váhy. Sukiennice jsou jedinou z těchto budov, která se dochovala až do dnešních dní.
Hlavní krakovské náměstí se stalo také magnetem pro šlechtu, bohaté měšťany a královské úředníky. Vlastnictví nemovitosti na Rynku bylo považováno za prestižní záležitost. Začaly zde proto vznikat četné domy a paláce (kamienica Margrabska, pałac Pod Krzysztofory, pałac Zbaraskich, Szara Kamienica, kamienica Hetmańska, kamienica Montelupich atd.)
V 2. polovině 14. století bylo náměstí poprvé vydlážděno. V roce 1373 bylo vydáno nařízení o povinnosti vlastníků domů udržovat čistotu před svými nemovitostmi. Na počátku 16. století bylo sjednoceno dláždění náměstí (přibližně v dnešní výšce a asi o 2 metry výše než byl původní povrch Rynku v 13. století) a přízemní části domů začaly být využívány jako obchody, sklady nebo směnárny.

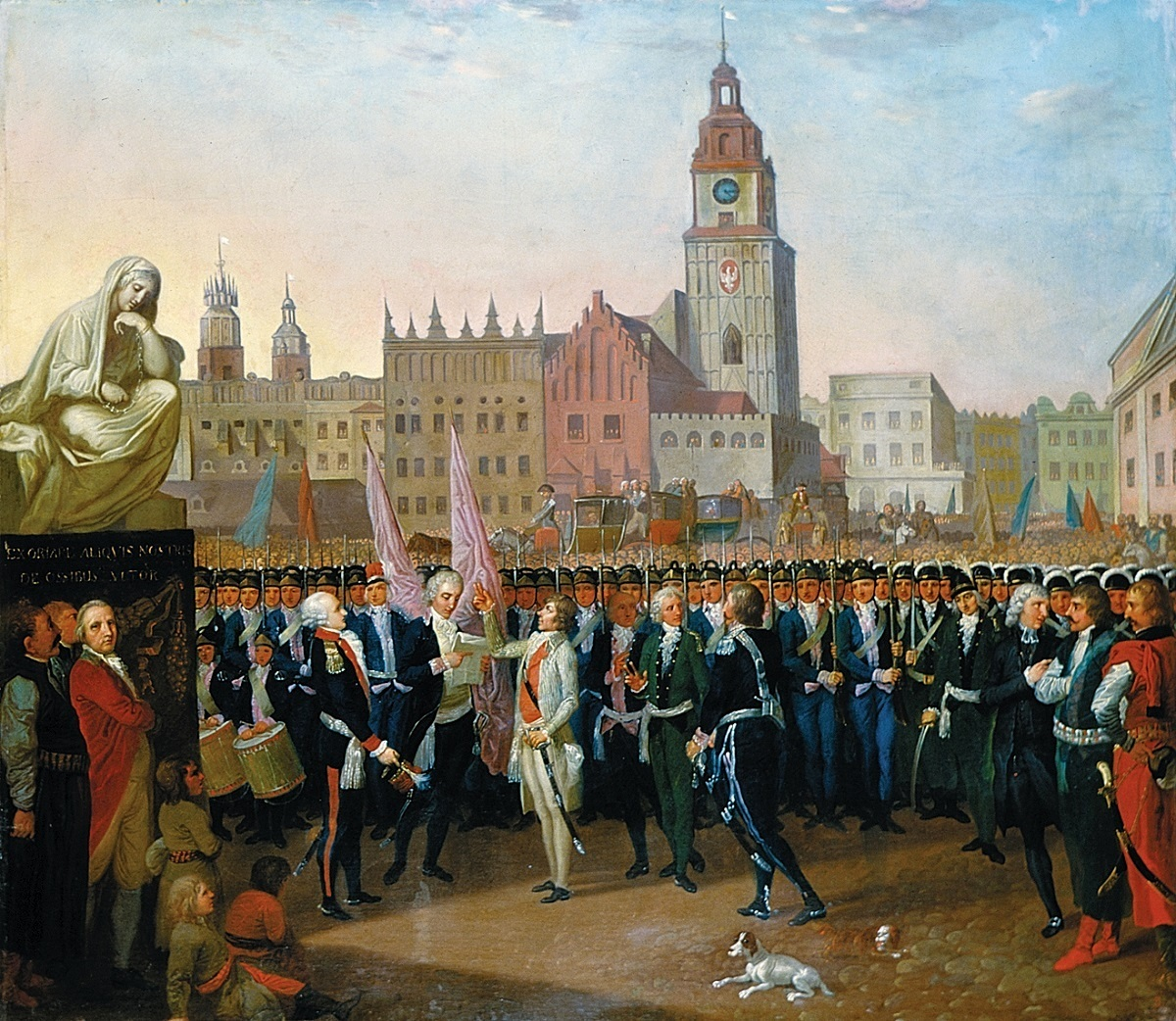
Přísaha Tadeusze Kościuszka na krakovském rynku. Malba Franciszka Smuglewicze z roku 1797

Krakovské náměstí bylo v průběhu dějin místem mnoha slavností a historických událostí. Dne 10. dubna 1525 zde pruský kníže Albrecht Braniborský složil lenní hold polskému králi Zikmundovi I. Starému. V roce 1791 zde proběhla vojenská přísaha na Ústavu 3. května. 24. března 1794 zde Tadeusz Kościuszko složil přísahu a vyhlásil tak protiruské povstání (později známé jako Kościuszkovo povstání).
V roce 1882 byl v Krakově zahájen provoz úzkorozchodné koněspřežné tramvajové dráhy, jejíž trasa vedla přes Rynek. Tramvaje jezdily na krakovské náměstí až do roku 1952, kdy byl její provoz přenesen na nově vybudovanou trasu vedoucí kolem parku Planty.
V roce 1940 bylo náměstí během nacistické okupace přejmenováno na Adolf-Hitler Platz. Po osvobození města dne 18. ledna 1945 byl náměstí vrácen jeho původní název.
Rynek leží na někdejší Královské cestě, která vedla ze čtvrti Kleparz přes Floriánskou bránu, Rynek, ulici Grodskou k Královskému hradu na Wawelu.

## Významné budovy
- Mariánský kostel
- Sukiennice
- Radniční věž
- Kostel sv. Vojtěcha
- Pomník Adama Mickiewicze